# Görkem Polat
Görkem Polat, född 18 februari 2001, är en turkisk taekwondoutövare. 

## Karriär
I maj 2022 tog Polat silver i 54 kg-klassen vid EM i Manchester efter en finalförlust mot ungerske Omar Salim. Följande månad tog han brons i 58 kg-klassen vid Grand Prix i Rom. I augusti 2022 tog Polat silver i 58 kg-klassen vid Islamic Solidarity Games i Konya efter en finalförlust mot iranske Hossein Lotfi.
I juni 2023 tog Polat brons i 54 kg-klassen vid VM i Baku.